# Raïon du Nord-Baïkal
Le raïon du Nord-Baïkal (en bouriate : Хойто-Байгалай аймаг, Khoïto-Baïgalaï aïmag, en russe : Се́веро-Байка́льский райо́н, Severo-Baïkalski raïon) est une subdivision administrative (raïon) et une municipalité (raïon municipal) de la république de Bouriatie en Russie. Situé en Sibérie orientale, le raïon se situe sur le littoral nord du lac Baïkal, plus grand lac d'eau douce classé au patrimoine mondial de l'UNESCO dont il tient son nom. Son centre administratif est la commune urbaine de Nijneangarsk, et il compte en tout 12 localités, réparties en 10 municipalités. Sa population s'élevait à 10 349 habitants en 2023.

## Politique et administration

### Statut
Le raïon est un des 21 raïons de la république de Bouriatie, dans le district fédéral extrême-oriental. Il est un raïon municipal, et comporte ainsi plusieurs municipalités à l'intérieur de lui,.

### Élections
Le raïon se trouve dans la circonscription législative fédérale de la Bouriatie (no 9).

### Divisions
Le raïon compte 12 localités réparties en 10 municipalités.
| Liste des localités du raïon | Liste des localités du raïon | Liste des localités du raïon | Liste des localités du raïon | Liste des localités du raïon | Liste des localités du raïon             |
| N°                           | Localité                     | Nom russe                    | Statut                       | Population Recensement 2021  | Municipalité                             |
| ---------------------------- | ---------------------------- | ---------------------------- | ---------------------------- | ---------------------------- | ---------------------------------------- |
| 1                            | Angoïa                       | Ангоя                        | possiolok                    | 562                          | Établissement rural d'Angoïa             |
| 2                            | Baïkalskoïe                  | Байкальское                  | village                      | 594                          | Établissement rural de Baïkalskoïe       |
| 3                            | Verkhniaïa Zaïmka            | Верхняя Заимка               | village                      | 508                          | Établissement rural de Verkhniaïa Zaïmka |
| 4                            | Davcha                       | Давша                        | possiolok                    | 6                            | Établissement urbain de Nijneangarsk     |
| 5                            | Douchkatchan                 | Душкачан                     | possiolok                    | 76                           | Établissement rural de Kholodnaïa        |
| 6                            | Kitchera                     | Кичера                       | commune urbaine              | 922                          | Établissement urbain de Kitchera         |
| 7                            | Koumora                      | Кумора                       | village                      | 413                          | Établissement rural de Koumora           |
| 8                            | Nijneangarsk                 | Нижнеангарск                 | commune urbaine              | 3891                         | Établissement urbain de Nijneangarsk     |
| 9                            | Novy Ouoïan                  | Новый Уоян                   | commune urbaine              | 2908                         | Établissement urbain de Novy Ouoïan      |
| 10                           | Ouoïan                       | Уоян                         | possiolok                    | 281                          | Établissement rural d'Ouoïan             |
| 11                           | Kholodnaïa                   | Холодная                     | possiolok                    | 304                          | Établissement rural de Kholodnaïa        |
| 12                           | Iantchoukan                  | Янчукан                      | commune urbaine              | 252                          | Établissement urbain de Iantchoukan      |